# A Morte do Palhaço e o Mistério das Árvores
A Morte do Palhaço e o Mistério da Árvore é um livro português publicado em 1926. É a refundição do segundo livro do escritor português Raul Brandão, inicialmente publicado em 1896 sob o título de História d'um Palhaço (A Vida e o Diário de K. Maurício).
Nesta obra encontra-se uma narrativa autobiográfica, A Morte do Palhaço; um diário, o Diário de K. Maurício e alguns contos, entre eles O Mistério da Árvore.
A temática desta obra é especificamente filosófica, levantando a questão do saber viver. A perspectiva pessimista da personagem K. Maurício em relação à cruel realidade da vida, leva a uma constante discussão das diversas personagens em si acerca do sonho e da vida mundana, do correcto ou incorrecto, da vida e da morte.